# Équipe de Macédoine masculine de handball au Championnat d'Europe 2016
Cet article relate le parcours de l'équipe de Macédoine masculine de handball lors du Championnat d'Europe 2016 organisé en Pologne du 15 janvier au 31 janvier 2015. Il s'agit de la 4e participation de la Macédoine aux Championnats d'Europe.

## Présentation

### Qualification
|   | Équipe       | Pts | J | G | N | P | Bp  | Bc  | Diff |  | Résultats (dom.\ext.) |       |       |       |       |
| - | ------------ | --- | - | - | - | - | --- | --- | ---- |  | --------------------- | ----- | ----- | ----- | ----- |
| 1 | France       | 12  | 6 | 6 | 0 | 0 | 201 | 145 | 56   |  | France                |       | 35-24 | 41-25 | 31-23 |
| 2 | Macédoine    | 7   | 6 | 3 | 1 | 2 | 161 | 154 | 7    |  | Macédoine             | 25-27 |       | 32-28 | 27-20 |
| 3 | Rép. tchèque | 5   | 6 | 2 | 1 | 3 | 163 | 185 | -22  |  | Rép. tchèque          | 24-34 | 27-27 |       | 29-25 |
| 4 | Suisse       | 0   | 6 | 0 | 0 | 6 | 135 | 176 | -41  |  | Suisse                | 24-33 | 17-26 | 26-30 |       |

### Maillots
L'équipe de Macédoine porte pendant l'Euro 2016 un maillot confectionné par l'équipementier Nike.
| Couleurs | Rouge et jaune |
| Marque   | Nike           |
| Domicile | Extérieur      |

### Matchs de préparation
| Équipe 1  | Résultat | Équipe 2   |
| --------- | -------- | ---------- |
| Slovénie  | 28-28    | Macédoine  |
| Slovénie  | 23-23    | Macédoine  |
| Macédoine | 35-28    | Monténégro |
| Macédoine | 29-26    | Monténégro |

## Résultats

### Tour préliminaire
|   | Équipe     | Pts | J | G | N | P | Bp | Bc | Diff | Dép |
| - | ---------- | --- | - | - | - | - | -- | -- | ---- | --- |
| 1 | Pologne    | 6   | 3 | 3 | 0 | 0 | 84 | 76 | 8    | 0   |
| 2 | France (T) | 4   | 3 | 2 | 0 | 1 | 91 | 80 | 11   | 0   |
| 3 | Macédoine  | 1   | 3 | 0 | 1 | 2 | 73 | 81 | -8   | 0   |
| 4 | Serbie     | 1   | 3 | 0 | 1 | 2 | 81 | 92 | -11  | 0   |

| 15.01.2016 - 18h00 | France    | 30 | 23 | Macédoine |
| 17.01.2016 - 20h30 | Macédoine | 23 | 24 | Pologne   |
| 19.01.2016 - 18h15 | Macédoine | 27 | 27 | Serbie    |

| 15 janvier 2016 18h00 | France      | 30-23   | Macédoine    | Tauron Arena, Cracovie Affluence : 9 000 Arbitrage : Gjeding, Hansen |
| 15 janvier 2016 18h00 | Sorhaindo 6 | (12-12) | K. Lazarov 9 | Tauron Arena, Cracovie Affluence : 9 000 Arbitrage : Gjeding, Hansen |
| 15 janvier 2016 18h00 | ×2 ×6 ×1    | Rapport | ×3 ×7        | Tauron Arena, Cracovie Affluence : 9 000 Arbitrage : Gjeding, Hansen |

| 17 janvier 2016 20h30 | Macédoine    | 23-24   | Pologne   | Tauron Arena, Kraków Affluence : 14 200 Arbitrage : Geipel, Helbig |
| 17 janvier 2016 20h30 | K. Lazarov 8 | (13-11) | Syprzak 6 | Tauron Arena, Kraków Affluence : 14 200 Arbitrage : Geipel, Helbig |
| 17 janvier 2016 20h30 | ×4           | Rapport | ×1 ×5 ×1  | Tauron Arena, Kraków Affluence : 14 200 Arbitrage : Geipel, Helbig |

| 19 janvier 2016 18h15 | Macédoine   | 27-27   | Serbie           | Tauron Arena, Kraków Affluence : 11 000 Arbitrage : Horáček, Novotný |
| 19 janvier 2016 18h15 | Manaskov 10 | (13-13) | Nenadić, Šešum 7 | Tauron Arena, Kraków Affluence : 11 000 Arbitrage : Horáček, Novotný |
| 19 janvier 2016 18h15 | ×4 ×1       | Rapport | ×3 ×6            | Tauron Arena, Kraków Affluence : 11 000 Arbitrage : Horáček, Novotný |

### Tour principal
Les résultats des matches joués lors du tour préliminaire sont conservés lors de ce tour principal, sauf celui joué contre l'équipe éliminée.
|   | Équipe      | Pts | J | G | N | P | Bp  | Bc  | Diff | Dép |
| - | ----------- | --- | - | - | - | - | --- | --- | ---- | --- |
| 1 | Norvège     | 9   | 5 | 4 | 1 | 0 | 153 | 141 | 12   | 0   |
| 2 | Croatie     | 6   | 5 | 3 | 0 | 2 | 153 | 134 | 19   | +6  |
| 3 | France (T)  | 6   | 5 | 3 | 0 | 2 | 145 | 130 | 15   | +2  |
| 4 | Pologne     | 6   | 5 | 3 | 0 | 2 | 128 | 142 | -14  | -8  |
| 5 | Biélorussie | 2   | 5 | 1 | 0 | 4 | 128 | 151 | -23  | 0   |
| 6 | Macédoine   | 1   | 5 | 0 | 1 | 4 | 130 | 149 | -19  | 0   |

| 21 janvier 2016 18h15 | Macédoine | 24 | 34 | Croatie     |
| 25 janvier 2016 18h15 | Macédoine | 31 | 31 | Norvège     |
| 27 janvier 2016 16h00 | Macédoine | 29 | 30 | Biélorussie |

| 21 janvier 2016 20h30 | Macédoine  | 24-34   | Croatie     | Tauron Arena, Kraków Affluence : 9 100 Arbitrage : Geipel, Helbig |
| 21 janvier 2016 20h30 | Manaskov 7 | (13-17) | Slišković 6 | Tauron Arena, Kraków Affluence : 9 100 Arbitrage : Geipel, Helbig |
| 21 janvier 2016 20h30 | ×3 ×1      | Rapport | ×3 ×2       | Tauron Arena, Kraków Affluence : 9 100 Arbitrage : Geipel, Helbig |

| 25 janvier 2016 18h15 | Macédoine     | 31-31   | Norvège    | Tauron Arena, Cracovie Affluence : 7 600 Arbitrage : Stark, Ştefan |
| 25 janvier 2016 18h15 | K. Lazarov 11 | (17-13) | Bjørnsen 6 | Tauron Arena, Cracovie Affluence : 7 600 Arbitrage : Stark, Ştefan |
| 25 janvier 2016 18h15 | ×3 ×4         | Rapport | ×4 ×5      | Tauron Arena, Cracovie Affluence : 7 600 Arbitrage : Stark, Ştefan |

| 27 janvier 2016 16h00 | Macédoine     | 29-30   | Biélorussie  | Tauron Arena, Cracovie Affluence : 3 100 Arbitrage : Stoļarovs, Līcis |
| 27 janvier 2016 16h00 | K. Lazarov 10 | (13-14) | Pukhouski 11 | Tauron Arena, Cracovie Affluence : 3 100 Arbitrage : Stoļarovs, Līcis |
| 27 janvier 2016 16h00 | ×3 ×2         | Rapport | ×2 ×5        | Tauron Arena, Cracovie Affluence : 3 100 Arbitrage : Stoļarovs, Līcis |

## Statistiques et récompenses

### Buteurs
| Rang | Joueur            | Tot. | Tirs | %     | 7m    | MJ |
| ---- | ----------------- | ---- | ---- | ----- | ----- | -- |
| 1    | Kiril Lazarov     | 42   | 79   | 53 %  | 10/11 | 6  |
| 2    | Dejan Manaskov    | 32   | 44   | 73 %  | 13/19 | 6  |
| 3    | Goce Georgievski  | 19   | 26   | 73 %  | 0/0   | 6  |
| 4    | Filip Mirkulovski | 14   | 27   | 52 %  | 0/0   | 5  |
| 5    | Stojanče Stoilov  | 13   | 17   | 76 %  | 0/0   | 6  |
| 6    | Nemanja Pribak    | 9    | 25   | 36 %  | 0/0   | 6  |
| 7    | Naumče Mojsovski  | 6    | 11   | 55 %  | 0/0   | 6  |
| 7    | Filip Kuzmanovski | 6    | 11   | 55 %  | 0/0   | 6  |
| 8    | Vlatko Mitkov     | 5    | 9    | 56 %  | 0/0   | 6  |
| 9    | Goce Ojleski      | 4    | 5    | 80 %  | 0/0   | 6  |
| 10   | Žarko Peševski    | 3    | 6    | 50 %  | 0/0   | 5  |
| 10   | Filip Lazarov     | 3    | 8    | 38 %  | 0/0   | 6  |
| 11   | Velko Markoski    | 1    | 1    | 100 % | 0/0   | 6  |

### Gardiens de but
| N° | Nom               | %    | Arrêts | Tirs | MJ |
| -- | ----------------- | ---- | ------ | ---- | -- |
| 1  | Borko Ristovski   | 27 % | 55     | 200  | 6  |
| 2  | Daniel Dupjačanec | 17 % | 6      | 36   | 6  |